# Dagbladet
Dagbladet est le troisième plus gros quotidien en Norvège, avec une distribution de 191 164 exemplaires en 2002. Le journal a été fondé en 1869 par Anthon Bang et est devenu un tabloïd en 1983. Le mot « Dagbladet » veut littéralement dire « Le journal quotidien ».